# Estrid Sigfastsdotter
Estrid Sigfastsdotter (nòrdic antic: Ástríðr) fou una matriarca (ringkvinna) de l'era vikinga identificada gràcies a les pedres rúniques de Jarlabanke i altres esteles, cap a 1020 i 1080, i jaciments arqueològics de Täby, Suècia. Fou una de les primeres persones de confessió cristiana, una dels primers membres de l'influent clan familiar de Jarlabanke a la zona.

## Jaciment arqueològic de Täby
L'esquelet d'Estrid és un dels tres més antics trobats als jaciments de Broby bro de Täby al 1995, un cementeri fins llavors desconegut prop d'un pont. La seua tomba, la descobrí un arqueòleg que controlava la construcció d'una carretera on prèviament ja s'havia trobat el túmul del seu marit Östen (Eysteinn) i d'un dels seus fills.
Els arqueòlegs hi descobriren els esquelets d'un ancià, una dona adulta i un xiquet d'uns deu anys. Per les pistes trobades en les esteles rúniques, es comprovà que era el cementeri familiar dels Jarlabanke i que la dona és Estrid.

## Pedres rúniques

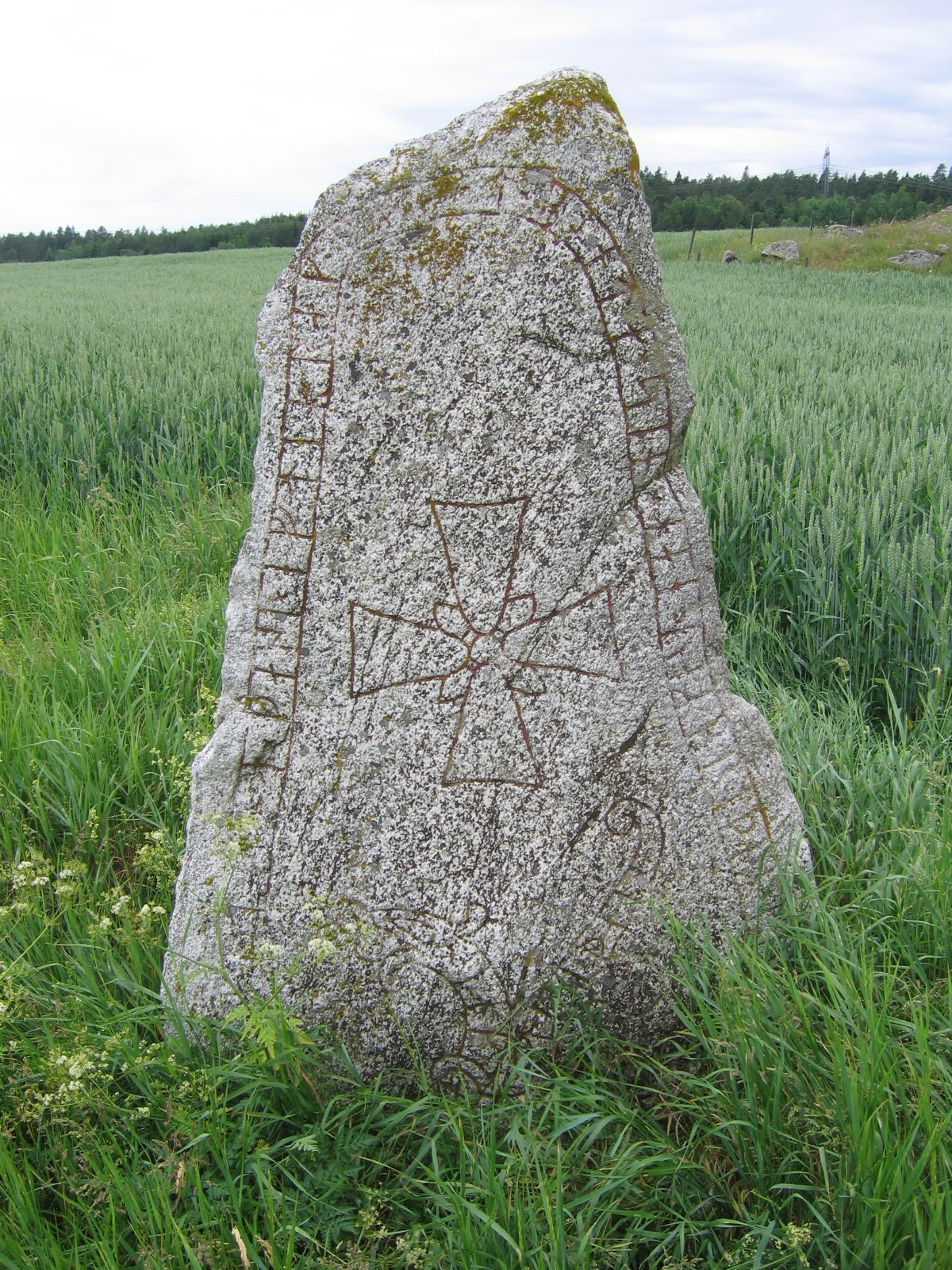
Pedra rúnica U 329 de Snåttsta

Estrid també s'esmenta expressament en les pedres rúniques gregues:
- U 136:

Ástríðr manà erigir aquestes pedres en memòria d'Eysteinn, el seu marit, que atacà Jerusalem i trobà el seu final a Grècia.
i pedres rúniques de Broby bro:
- U 137:

Eysteinn i Ástríðr erigiren aquestes pedres en memòria de(?)/Gagr(?), el seu fill.
Estrid apareix citada en l'estela rúnica U 329, obra de l'erilaz anomenat Fot, en què s'esmenta un germà i possiblement el seu lloc de naixement, Snåttsta, així com els seus dos matrimonis, el primer amb Eysteinn i un segon enllaç amb Ingvar, un viking de Harg.

## Vida
S'ha reconstruït el perfil d'Estrid per les evidències arqueològiques, malgrat certes llacunes, tot i que es considera una versió prou propera a la realitat.
Estrid nasqué a la hisenda de Snåttsta, i era filla d'un important cabdill anomenat Sigfast, molt proper al rei Olaf Skötkonung. Es casà molt jove amb Eysteinn i visqué a Broby bro, i hi tingué diversos fills; el primogènit, anomenat Gag, morí als quatre o cinc anys. Eysteinn i alguns dels seus fills viatjaren a Jerusalem, però moriren a Grècia; les seues esteles s'alçaren a Broby bro (al costat del cementeri trobat vora la carretera) quan Estrid era una vídua de trenta anys. Es casà amb Ingvar de Harg (prop de l'actual Skånela), també vidu, amb qui visqué pròsperament i amb qui també tingué descendència. Ingvar morí quan Estrid complia cinquanta anys i es desplaçà a Såsta, des d'on el seu fill Ingefast dominava la zona.
Segons les esteles rúniques, Estrid viatjà al sud d'Europa de pelegrinació; la història es corrobora amb vestigis del seu viatge que es conserven a l'abadia benedictina de l'illa de Reichenau. En aquells dies ja tenia entre 60 o 75 anys i arribà a ser una dona molt influent en el seu districte.